# Lista över platser i Arvtagaren
Detta är en lista över platser i Christopher Paolinis bokserie Arvtagaren.

## Nationer

### Alagaësia
Alagaësia är namnet på det fiktiva land där böckerna i Arvtagaren utspelar sig. En stor del av landet - med undantag för utbrytarlandet Surda, Alvernas Du Weldenvarden, Beorerna och den stora Hadaracöknen - kontrolleras av Kung Galbatorix imperium.

### Surda
Surda är ett litet land i södra Alagaësia, och det enda människoriket som är fritt från Galbatorix imperium. Det styrs av Kung Orrin och Aberon är landets huvudstad. Surda har i hemlighet givit stöd åt Varden under många år. I boken Den äldste flyttar Varden sitt högkvarter från Farthen Dûr till Surda för att tillsammans med deras armé utöva en mer utåtriktad offensiv mot Galbatorix arméer.

## Geografi

### Beorerna
Beorerna är en mycket hög bergskedja i söder. Där bor dvärgarna, vilka drog sig tillbaka efter att Galbatorix tagit makten. Dvärgarna har flera städer, däribland Tronjheim och Tarnag, gömda i och bland bergen.

### Du Weldenvarden
Du Weldenvarden är en stor skog i de norra delarna av Alagaësia, och fungerar som boplats för alverna, vilka drog sig tillbaka dit efter att Galbatorix tagit makten. I skogen finns många uråldriga träd. Alverna har många städer, däribland Ellesméra, Nädindel och Osilon, gömda i Du Weldenvarden.

### Palancardalen
Palancardalen är en liten dal i bergskedjan Ryggraden. Det finns två byar i Palancardalen, den ena av dessa och lite mindre är Carvahall. 
Palancardalen har fått sitt namn från människornas första och sista kung på den här sidan havet. Palancar var den som ledde människorna till Alagaësia. Han starta krig mot de släkten som redan fanns där. Han var en galen och oresonlig tyrann och till sist avsattes han med hjälp av alverna och han och hela hans ätt förvisades till den dal som nu kallas Palancardalen.

### Ryggraden
Ryggraden en stor bergskedja som sträcker sig utmed större delen av Imperiets kust. Ryggraden sägs vara hemsökt av magiska varelser och Galbatorix har ingen egentlig kontroll över den. Många människor är rädda för att gå för långt in i Ryggraden eller ens vara i utkanten.

## Samhällen

### Aberon
Aberon är Surdas huvudstad där kung Orrin härskar. Surda är landet som hjälper Varden att få mat när de flyttar lägret mot Urû‘baen.

### Belatona
Belatona är en stad i Galbatorix imperium. I tredje boken intar Varden staden.

### Carvahall
Carvahall är en människoby i norra delen av Alagaësia vid bergskedjan Ryggraden med 300−400 invånare. Byn är en av de nordligaste byarna och därför kommer många pälsjägare dit och handlar.
Eragon växer upp i Carvahall innan han hittar Saphira.

### Dras-Leona
Dras-Leona som är en stad befolkad av människor nära den väldiga Leonasjön. Det är även en av Imperiets största städer. I staden finns bland annat en stor katedral. Invånarna har en mycket märklig religion, och de offrar slavar till berget Helgrind utanför staden. Ra'zacerna har sin gömställe i berget Helgrind, och de äter upp invånarnas människooffer.

### Ellesméra
Ellesméra ligger i den stora skogen Du Weldenvarden och är alvernas huvudstad. Eragon och Saphira kommer till Ellesméra i boken Den äldste, för att bedriva de studier som tillkommer en Ryttare och Drake (eller som det heter på Det Gamla Språket: Shurtugal). Där träffar de till sin djupa förvåning alven Oromis och draken Glaedr som också är Shurtugal. Dessa lundervisar Eragon och Saphira i bland annat trolldom och andra gamla mysterier, och de börjar alltmer börjar känna sig som en del av legenden.

### Gil`ead
Gil`ead är en människostad i nordvästra Alagaësia. Arya hålls fången här i Eragon. Staden används som uppsamlingsplats åt kungens armé och erövras i Brisingr av en armé bestående av alver.

### Ília Fëon
Ília Fëon är en alvisk stad i Du Weldenvarden.

### Kirtan
Kirtan är en alvisk stad i Du Weldenvarden.

### Nädindel
Nädindel är en alvisk stad i Du Weldenvarden.

### Osilon
Osilon är en alvisk stad i Du Weldenvarden.

### Sílthrim
Sílthrim är en alvisk stad i Du Weldenvarden.

### Teirm
Teirm är en människobebodd kuststad i västra Alagaësia.

### Tronjheim
Tronjheim är dvärgarnas huvudstad, och är byggd av dem. Varden har under många år sitt huvudkvarter här. Staden ligger inuti berget Farthen Dūr i Beorerna.

### Urû`baen
Urû`baen är stad bebodd av människor i centrala Alagaësia. Det är även huvudstaden för kung Galbatorix rike. Innan Du fyrn skulblaka (eller Fallet) så var staden Alvisk och gick under namnet Ilírea.